# داريل كامبل
داريل كامبل (بالإنجليزية: Darrell Campbell)‏ هو لاعب كرة قدم أمريكية أمريكي، ولد في 6 يوليو 1981 في شيكاغو في الولايات المتحدة.